# Sam Mostyn
Samantha Joy Mostyn (Canberra, 13 settembre 1965) è un'imprenditrice, attivista e politica australiana, dal 1º luglio 2024 Governatore generale dell'Australia.
Mostyn è stata una sostenitrice convinta della lotta al cambiamento climatico e dell'uguaglianza di genere; è stata la prima donna commissaria dell'Australian Football League ed è stata presidente di Chief Executive Women dal 2021 al 2022. È stata membro del consiglio di amministrazione di numerose aziende e organizzazioni, tra cui Mirvac, Transurban, GO Foundation, Climate Council, Virgin Australia e Sydney Swans. La Mostyn Medal, per le donne "migliori e più giuste" dell'AFL Sydney, prende il nome da lei.

## Biografia
Samantha Joy Mostyn è nata il 13 settembre 1965 a Canberra, ed è la maggiore di quattro sorelle. Una delle sue sorelle ha una disabilità intellettiva, quindi la famiglia era coinvolta nel settore della disabilità. Il loro padre, William "Bill" Mostyn, era un laureato del Royal Military College, Duntroon, e un colonnello che ha prestato servizio per quasi 40 anni nell'esercito australiano. Come maggiore del Royal Australian Signal Corps, ha prestato servizio nel quartier generale dell'Australian Force Vietnam durante la guerra del Vietnam.
Sebbene la maggior parte dei suoi primi anni siano stati trascorsi a Canberra, essere la famiglia di un militare significava spostarsi molto, e includeva due anni in cui Mostyn viveva ad Adelaide con sua nonna mentre suo padre era in Vietnam. Ha anche vissuto a Melbourne, negli Stati Uniti e in Canada. Da bambina ha praticato molto sport e amava guardare il football australiano, anche se lei stessa non ha avuto l'opportunità di giocarci. Ha ricordato di aver partecipato ogni anno all'ANZAC Dawn Service con la sua famiglia. Ha svolto ricerche per il giudice capo locale Ron Cahill mentre studiava.

## Carriera
Mostyn ha ricoperto molti ruoli non esecutivi nel mondo degli affari e del governo, ed è stata anche coinvolta in organizzazioni di difesa e questioni relative al cambiamento climatico, all'uguaglianza di genere, alla riconciliazione indigena e alla sostenibilità ambientale. Il suo lavoro ha incluso ruoli nella strategia aziendale, nelle risorse umane, nel cambiamento culturale, nella gestione del rischio e nell'impegno della comunità.

### Settore pubblico
Dopo aver lasciato l'università, Mostyn si è formata come avvocato mentre lavorava part-time presso la Magistrates Court del Nuovo Galles del Sud e in seguito come associata di Michael Kirby presso la Corte d'appello del Nuovo Galles del Sud. Ha lavorato come avvocato per Freehills e Gilbert + Tobin.
Nel 1992, Mostyn è entrata a far parte dell'ufficio del ministro dei trasporti e delle comunicazioni Bob Collins come consulente politico senior, specializzandosi in proprietà intellettuale e anche fornendo consulenza sull'introduzione della televisione a pagamento in Australia. Successivamente si è trasferita all'ufficio del ministro delle comunicazioni e delle arti Michael Lee, prima di entrare brevemente a far parte della Seven Network come responsabile delle politiche di trasmissione. Nel 1995, Mostyn è stata reclutata dal primo ministro Paul Keating per lavorare nel suo ufficio come consulente per le politiche di comunicazione. È stata anche nominata da Keating nel consiglio del comitato organizzatore per le Olimpiadi estive del 2000 a Sydney, dove ha prestato servizio fino al 1996.
Nel 2022, Mostyn è stata nominata dal governo australiano presidente della Women's Economic Equality Taskforce, un incarico che ricopre ancora ad aprile 2024. Nel 2023, questa task force ha raccomandato che il congedo parentale retribuito fosse esteso a un anno.

### Consiglio del settore privato e altri ruoli
Mostyn entrò nella società di telecomunicazioni Optus nel 1996 dopo aver lasciato l'ufficio di Paul Keating. Come direttore degli affari governativi e aziendali della società, fu nominata "una delle donne più potenti nel settore dell'informatica" nel 1998 dall'Australian Financial Review. Nello stesso anno, Mostyn fu reclutata per unirsi a Cable & Wireless plc a Londra come responsabile globale delle risorse umane.
Nel 2000, Mostyn tornò a Optus come direttore delle risorse umane e dello sviluppo aziendale. Si trasferì a Insurance Australia Group nel 2002 come dirigente del gruppo per la cultura e la reputazione. Lasciò IAG nel 2008.
Nel 2005, Mostyn fu nominata nella Commissione AFL come primo membro donna. Ha ricoperto il ruolo di commissario fino al 2016 ed è stata una figura chiave nello sviluppo della politica di rispetto e responsabilità dell'Australian Football League, nonché una sostenitrice della creazione della competizione femminile AFL. Dal 2017, ha diretto i Sydney Swans per sei stagioni. Continua a sostenere il lavoro comunitario svolto dalla GO Foundation, fondata e gestita dagli ex calciatori Adam Goodes e Michael O'Loughlin.
Nel 2010, Mostyn è stata nominata nel consiglio di amministrazione di Transurban. Sempre nello stesso anno, è stata nominata direttore non esecutivo di Citibank Australia, e nel 2015 è stata nominata presidente della banca dei consumatori di Citi Australia.
Nel 2021, Mostyn è stata nominata dall'Australian Financial Review come il direttore aziendale "più influente" dell'Australia, prestando servizio in consigli di amministrazione con una capitalizzazione di mercato combinata di oltre 480 miliardi di dollari. È stata presidente di Chief Executive Women nel 2021-2022.
Ad aprile 2024 Mostyn è nel consiglio di amministrazione della società immobiliare Mirvac, e presiede i consigli di amministrazione di Aware Super, del Centre for Policy Development, ANROWS, e Albert Music Group.

### Settore no-profit
Mostyn è stata nominata direttrice dell'Australia's National Research Organisation for Women's Safety (ANROWS) nell'aprile 2018, e nominata presidente il 3 marzo 2022, con scadenza del suo mandato il 2 marzo 2026. ANROWS è un'organizzazione di ricerca indipendente e senza scopo di lucro fondata nel 2013 dal Commonwealth e da tutti i governi statali e territoriali nel tentativo di condurre e incoraggiare la ricerca che avrebbe contribuito a porre fine alla violenza domestica in Australia.
Mostyn ha fatto parte dei consigli di amministrazione della Global Business & Sustainable Development Commission, del Diversity Council of Australia, di Reconciliation Australia, dell'Australia Council for the Arts, di Beyond Blue (anche come presidente), della Foundation of Young Australians, di Ausfilm, di Australians Investing in Women, di Australian Volunteers International, della Sydney Theatre Company e di Carriageworks. È stata anche Commissaria nazionale per la salute mentale e un'ex presidente del Consiglio australiano per lo sviluppo internazionale. Ha anche prestato servizio come docente presso il programma Business & Sustainability del Principe di Galles, come direttrice non esecutiva e consulente per la sostenibilità. Il ruolo prevede la conduzione di seminari residenziali di gruppi di dirigenti senior.

### Impegno per i cambiamenti climatici
Mostyn è stata una delle partecipanti al Summit Australia 2020. È presidente del Climate Council e ha scritto di incendi boschivi e cambiamenti climatici per il Climate Council. È membro della Climate Change Authority.
È stata membro inaugurale del consiglio di ClimateWorks Australia (ora Climateworks Centre), un centro di ricerca indipendente senza scopo di lucro focalizzato sulla transizione climatica, co-fondato nel 2009 dalla Myer Foundation e dalla Monash University come parte del Monash Sustainable Development Institute. È rimasta nel consiglio fino al 2019.
È anche una sostenitrice fondatrice e presidente di 1 Million Women, il gruppo di azione per il clima delle donne.

## Governatore generale
Il 3 aprile 2024, il primo ministro Anthony Albanese annunciò che il re Carlo III aveva approvato la nomina di Mostyn come prossimo governatore generale dell'Australia, succedendo a David Hurley, e che avrebbe prestato giuramento il 1º luglio 2024. È la prima governatrice generale ad essere nata a Canberra.
L'annuncio fu generalmente accolto con favore: da altri politici, tra cui il leader dell'opposizione federale, Peter Dutton; i colleghi di Mostyn; diverse organizzazioni di difesa delle donne; l'AFL; la Vietnam Veterans Association of Australia; il presidente della Law Society del Nuovo Galles del Sud; il governatore generale in carica, David Hurley, e altri. Commentatori come il conduttore di Sky News Australia Chris Kenny e l'ex direttore esecutivo del think tank libertario Institute of Public Affairs, John Roskam, la politica Pauline Hanson, e il gruppo di pressione conservatore Advance Australia, hanno criticato la nomina a causa del suo passato attivismo, che includeva l'aver definito l'Australia Day come "Invasion Day" in post sui social media successivamente cancellati, il sostegno all'Indigenous Voice to Parliament, che è stato respinto nel referendum del 2023, e l'espressione di sostegno all'Australia che diventa una repubblica. La giornalista dell'ABC Annabel Crabb ha osservato che era raro che una tale nomina "generasse denunce feroci il primo giorno", argomentando contro la denuncia della nomina da parte della giornalista di News Corp Janet Albrechtsen come basata sul genere.
Ha prestato giuramento il 1º luglio 2024.

## Media
Mostyn ha scritto regolarmente per i media ed è stata citata in essi. Ha sostenuto la prevenzione della violenza domestica e il sostegno alle donne indigene australiane. È stata una relatrice del programma televisivo Q+A nel marzo 2021, quando i membri del pubblico hanno chiesto se il sostegno del primo ministro Scott Morrison alle donne "fosse autentico", in seguito alle marce all'inizio del 2021. Mostyn ha commentato che le raccomandazioni di Kate Jenkins, Commissario per la discriminazione sessuale, in seguito all'inchiesta nazionale sulle molestie sessuali sul posto di lavoro, potevano essere implementate e accettate.
Mostyn ha tenuto un discorso al National Press Club, nel novembre 2021, come presidente di Chief Executive Women, sulla ripresa economica e la ripresa post-pandemia, descrivendo come l'Australia possa sfruttare "al meglio le sue risorse e i suoi talenti disponibili" investendo nell'assistenza, per congedi parentali retribuiti, istruzione infantile e riforma della previdenza complementare, nonché assicurando che i dipendenti del settore dell'assistenza, come insegnanti, operatori dell'assistenza all'infanzia e infermieri, ricevano stipendi ben pagati e rispetto sul posto di lavoro. Ha descritto come la pandemia abbia "lasciato le donne esauste e abbia approfondito la loro disuguaglianza, in particolare sul posto di lavoro" e che gran parte della "fortuna" dell'Australia sia dovuta al lavoro sottovalutato delle donne.
Ha riferito sulle aziende australiane e sulla diversità di genere all'interno delle prime 300 aziende, con il 5% di donne CEO nelle aziende S&P ASX200. Ha anche commentato su come funzionano le quote per l'equità di genere sul posto di lavoro e su come le quote all'interno dell'AFL abbiano portato a miglioramenti nell'AFL e nell'AFLW. Ha commentato che un gran numero di donne leader "invia un messaggio a tutti che le donne sono uguali e migliora la cultura generale". Ha affermato che, quando una percentuale significativa di donne è nei consigli di amministrazione, vengono portate all'attenzione questioni come la politica sulla violenza domestica e le denunce di molestie sessuali. Ha anche scritto sul Sydney Morning Herald di donne ed economia.
Ha commentato che le elezioni del 2022 sarebbero state una questione di genere, firmando una lettera aperta in cui affermava che è necessaria una riforma diffusa per aiutare il ritorno al posto di lavoro delle donne australiane.

## Riconoscimenti

### Onorificenze nazionali
- 25 gennaio 2021: Ufficiale dell'Ordine dell'Australia (AO), per il servizio distinto al mondo degli affari e della sostenibilità, e alla comunità, attraverso contributi seminali a una serie di organizzazioni, e alle donne.
- 10 giugno 2024: Compagno dell'Ordine dell'Australia (AC), per il servizio eminente nei settori della giustizia sociale, dell'equità di genere, dello sport, della cultura e degli affari, alla riconciliazione, e alla sostenibilità ambientale.

### Lauree honoris causa
- 2018: Dottorato honoris causa in giurisprudenza (LLD) dall'Australian National University, conferito per "contributi eccezionali al servizio pubblico o alla pratica del diritto riconosciuti a livello nazionale o internazionale".

### Nomine onorarie
- 2024–presente: colonnello in capo del Royal Australian Army Medical Corps.
- 2024–presente: colonnello del reggimento del Royal Australian Regiment.
- 2024–presente: priore dell'Ordine di San Giovanni.

### Altri riconoscimenti
- 2015: Medaglia Mostyn, per le donne "migliori e più giuste" nell'AFL Sydney, che prende il nome da lei.
- 2019: Vincitrice, IGCC 2019 Climate Awards.
- 2020: Premio United Nations Day Honour, assegnato dall'Associazione delle Nazioni Unite in Australia (NSW) a coloro che hanno dato un "contributo significativo agli scopi e agli obiettivi dell'ONU".
- 2023: Premio Edna Ryan: "Grand Stirrer".
- 2024: Vincitrice nazionale - Australian Awards for Excellence in Women's Leadership.

## Vita privata
Mostyn è sposata con l'avvocato Simeon Beckett di Maurice Byers Chambers a Sydney e ha una figlia.